# Regimento Kosovo
O Regimento Kosovo (em albanês:  Regimenti Kosova, em sérvio:  Косовски пук) foi uma unidade militar do Eixo criada após a capitulação italiana em novembro de 1943 em Kosovska Mitrovica, Território do Comandante Militar na Sérvia (atual Kosovo) pela Alemanha Nazista, composta por albaneses locais. 

## Antecedentes
Após a capitulação da Itália na guerra, Xhafer Deva ajudou a formar um governo provisório sob ocupação alemã e a estabelecer a Segunda Liga de Prizren ao lado de outros nacionalistas albaneses. O Regimento Kosovo foi estabelecido como formação militar da Segunda Liga de Prizren.  O regimento foi estabelecido pelo Comitê Central da Segunda Liga de Prizren.  Os alemães confiaram o estabelecimento do Regimento Kosovo a Bajazit Boletini.  O comandante do regimento era Bajazit Boletini, enquanto os comandantes dos batalhões do regimento eram Rasim Dajči, Jusuf Boletini (irmão de Bajazit) e Rizo Agaj. 
O número de albaneses que se juntaram a este regimento foi de cerca de 1.000  ou 1.500. 

## Atividades
Em 3 de dezembro de 1943, o regimento assassinou 30 sérvios na aldeia Rakoš, em 4 de dezembro o regimento matou 34 sérvios em Đakovica e outros 36 sérvios na aldeia Siga. 
Este regimento foi usado contra partisans nas regiões vizinhas. 
Entre 4 e 7 de dezembro de 1943, 400 soldados do Regimento do Kosovo comandados por Xhafer Deva cercaram Peć e cometeram assassinatos em massa de sérvios e montenegrinos locais, matando pelo menos 300 pessoas. 